# Krankenhaus Ludmillenstift Meppen

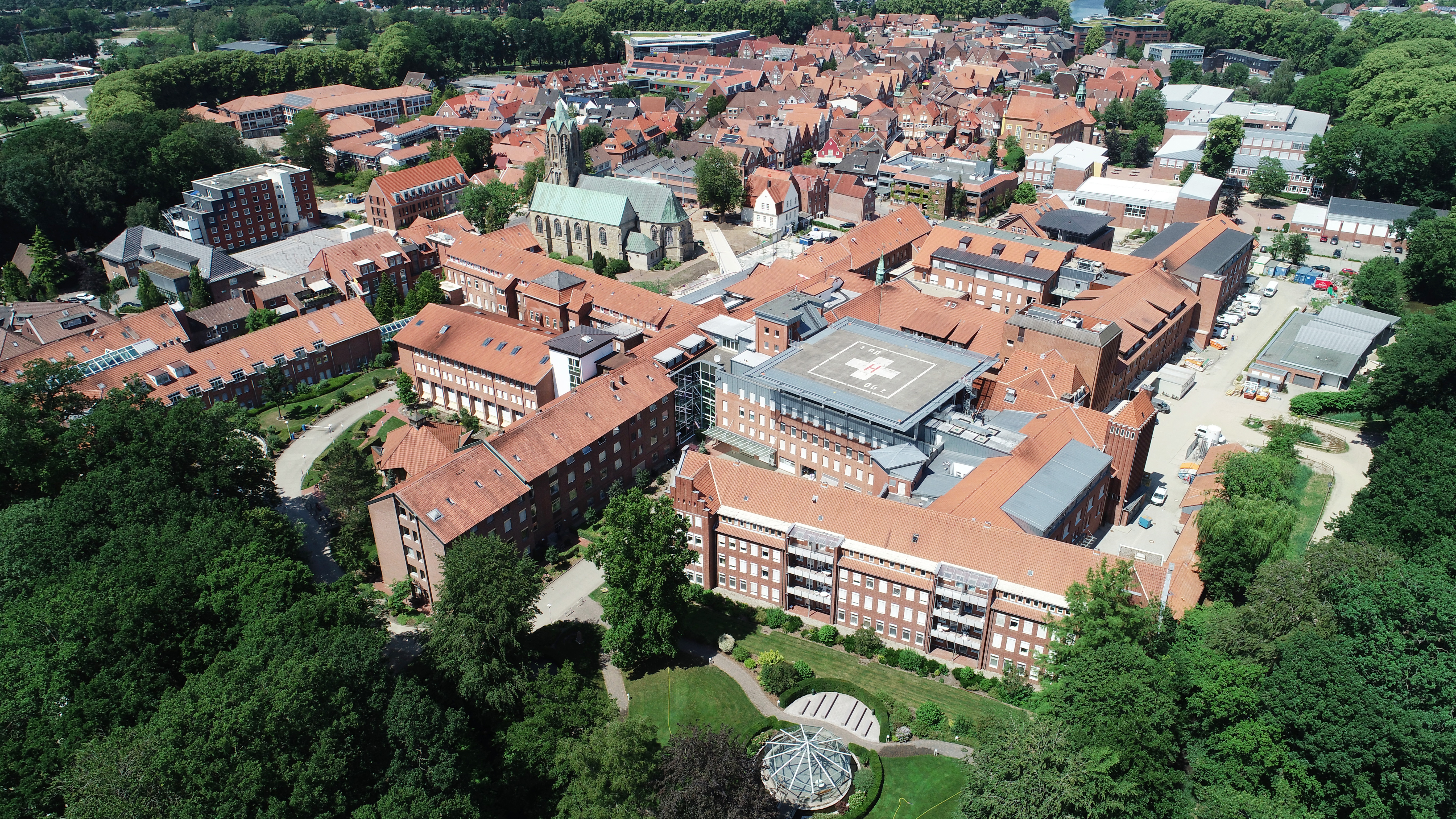

Das Krankenhaus Ludmillenstift ist ein Krankenhaus in der emsländischen Kreisstadt Meppen in Niedersachsen. 2022 versorgte das Krankenhaus mehr als 18.000 Patienten stationär und 150.000 Patienten ambulant, seit 2015 verfügt es über 420 Planbetten und 12 Reha-Betten. Der freigemeinnützige Träger des Krankenhauses ist das Kuratorium Krankenhaus Ludmillenstift. Das Krankenhaus beschäftigt ca. 1.300 Mitarbeiter, davon rund 200 Ärzte, 650 Pflegekräfte und 200 Auszubildende.

## Geschichte

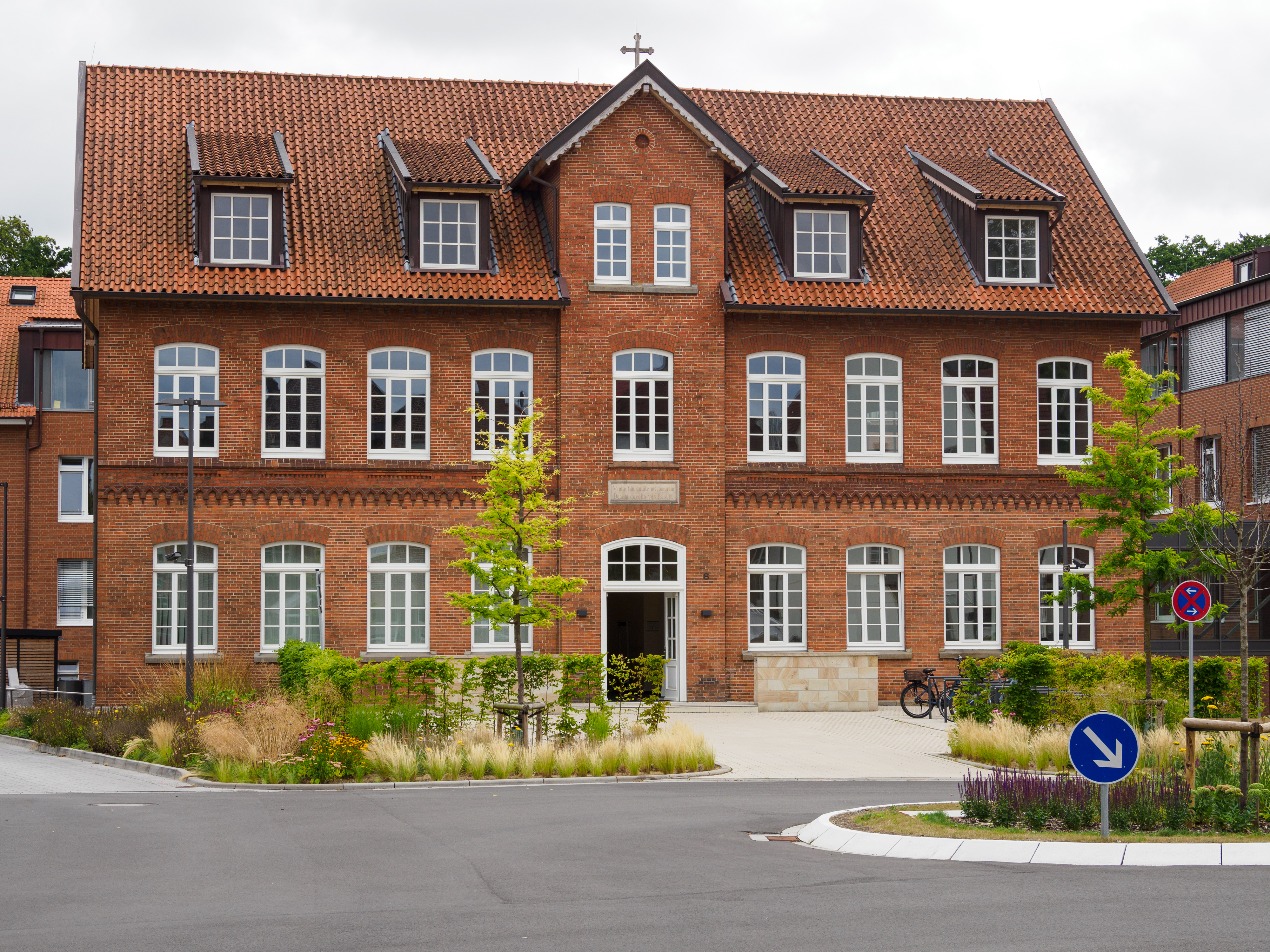
Altbau des Ludmillenstifts

Die Idee zur Einrichtung eines Krankenhauses in Meppen wurde inspiriert durch eine Typhusepidemie in den Jahren 1847 und 1848. Die darauffolgende Spendensammlung innerhalb der Bürgerschaft Meppens ermöglichte die Grundsteinlegung im Jahr 1849. Das Krankenhaus wurde 1851 unter der Protektorat Herzogin Ludmilla von Arenberg, Ehefrau von Prosper Ludwig von Arenberg, dem letzten regierenden Herzog von Arenberg, Aarschot und Meppen, Fürst von Recklinghausen, eröffnet. Die Ärzte wurden von Clemensschwestern des Bistums Münster unterstützt. Im Jahr 1954 wurde das Gebäude verkauft und das Krankenhaus neu gebaut. Der Komplex wurde im Jahr 1902 um ein Kinderhaus erweitert: das Mariannenstift. Im Jahr 1952 wurde eine Krankenpflegeschule gegründet. Derzeit versorgt das Krankenhaus jährlich 18.000 stationäre und etwa 80.000 ambulante Patienten. Ab 2023 wurde der Campus des Krankenhauses erweitert und teilweise neu gebaut.

### Skandal um falsche Ärztin
Im Jahr 2022 wurde bekannt, dass eine 21-jährige Hochstaplerin ohne Berufsabschluss für fast einen Monat als Assistenzärztin am Ludmillenstift Meppen tätig gewesen war. Die junge Frau hatte zuvor ebenfalls als Ärztin an einer Cuxhavener Klinik gearbeitet und sich unter Vorlage einer gefälschten Approbationsurkunde am Ludmillenstift beworben. Ihr junges Alter erklärte sie damit, in den Vereinigten Staaten zur Schule gegangen zu sein und dabei einige Klassen übersprungen zu haben. Die angebliche Ärztin wurde im Ludmillenstift auf der Chirurgie eingesetzt – nach Angaben des Krankenhauses hatte sie hierbei jedoch niemals eigenständig mit Patienten interagiert. In der Folge wurden etwa 1.000 Patienten der Meppener Klinik vernommen.

## Struktur des Krankenhauses

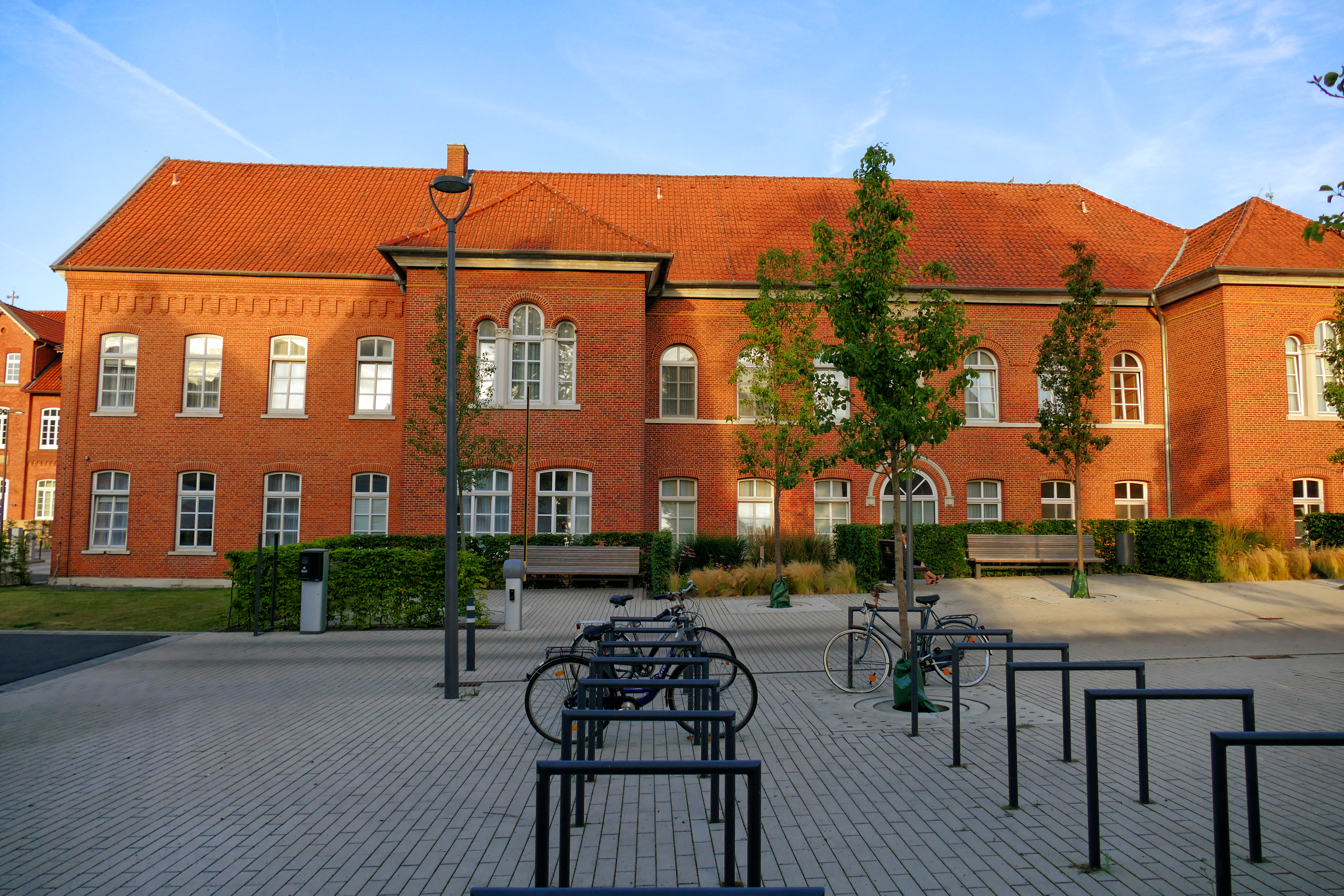
Krankenhaus Ludmillenstift

Das Krankenhaus Ludmillenstift hat 1.300 Mitarbeiter. Die Einrichtung wird von einem Managementteam geleitet. Geschäftsführender Verwaltungsdirektor ist Stefan Fischer, als Ärztlicher Direktor wirkt Mario Konen und Pflegedirektorin ist Heike Burrichter. Organisatorisch gegliedert ist das Krankenhaus Ludmillenstift in 20 Fachabteilungen und Belegabteilungen sowie zehn interdisziplinäre Zentren.
- Allgemein-, Viszeral- und Gefäßchirurgie
- Anästhesiologie und Intensivmedizin
- Augenheilkunde als Belegabteilung
- Gefäßchirurgie
- Gynäkologie und Geburtshilfe sowie regionales Brustzentrum und Pränatalmedizin, Level 1
- Hals-, Nasen- und Ohrenheilkunde (HNO) als Belegabteilung
- Innere Medizin I: Onkologie, Hämatologie und Palliativmedizin
- Innere Medizin II: Kardiologie, Pneumologie, Angiologie und Elektrophysiologie
- Innere Medizin III: Gastroenterologie, Hämatologie und Diabetologie
- Innere Medizin IV: Innere Medizin, Pneumologie
- Neonatologie
- Altersmedizin
- Neurochirurgie und Wirbelsäulenzentrum / Schmerztherapie
- Neurologie mit regionaler Stroke Unit
- Pädiatrie und Neonatologie
- Radiologie und Nuklearmedizin
- Orthopädie: Handchirurgie, Wiederherstellungschirurgie und Unfallchirurgie
- Pathologie mit Zytologie
- orthopädische Unfallchirurgie (Traumatologie)
- Radiologie mit Neuradiologie und Nuklearmedizin
- Strahlentherapie und Radioonkologie als Belegabteilung
- Thoraxchirurgie und Herzchirurgie
- Zentrale Notaufnahme

### Interdisziplinäre Zentren
- Emsländisches Brustzentrum mit interdisziplinärer Zusammenarbeit der Fachgebiete Gynäkologie, Pathologie, Onkologie, Radiologie, Strahlentherapie, Psychoonkologie und plastischer Chirurgie[7]
- Endoprothetikzentrum
- Gynäkologisches Krebszentrum
- Internistisches Krebszentrum
- Perinatalzentrum zur Behandlung von Risikoschwangerschaften und Frühgeborenen[7]
- Schlaganfallzentrum Stroke Unit, zur zeitnahen strukturierten Versorgung von Schlaganfallpatienten[7]
- Sozialpädiatrisches Ambulanz- und Therapiezentrum
- Überregionales Traumazentrum zur Versorgung Schwerstverletzter von der Notfallversorgung bis zur Frührehabilitation[7]
- Wirbelsäulenzentrum
- Wundambulanz

### Pflege, Therapie und Beratung
Das Ludmillenstift Meppen hat Angebote in Rehabilitativer Pflege, Diabetesberatung, Physiotherapie, Logopädie, Ergotherapie, Recreationstherapie, Musiktherapie, Neuropsychologie, Kliniksozialdienst, Pflegeüberleitung, Case Management, Psychoonkologie und Seelsorge. Zudem gibt es eine Patientenfürsprecherin.

## Besondere Versorgungsschwerpunkte
Das medizinische Leistungsspektrum des Krankenhauses Ludmillenstift umfasst unter anderem folgende Versorgungsschwerpunkte:
- berufsgenossenschaftlich getragene Unfälle
- interdisziplinäre Versorgung Polytraumatisierter
- mikrochirurgische Neurotraumatologie und autologe Nerventransplantation
- pädiatrische Neurochirurgie und onkologische Neurochirurgie
- Diagnostik und Therapie im Rahmen des Disease Management Programm Brustkrebs  am Brustzentrum Ems-Vechte für die Regionen Emsland und Grafschaft Bentheim
- alternative Entbindungsformen (z. B. Wassergeburten)
- Epilepsie- und Schlafdiagnostik
- interdisziplinäre Diagnostik und Therapie von Schlaganfallpatienten im Rahmen der Intermediate Care auf einer Stroke Unit
- Neurologische und Medizinische Frührehabilitation mit interdisziplinärem Ärzte- und Therapeutenteam zur postakuten Behandlung von Patienten mit Hirnschädigungen, Polytraumen und nach intensivmedizinischer Langzeitbehandlung.

### Angeschlossene Dienstleistungen
Die genannten Zentren sollen die klinischen Behandlungspfade optimieren. Dem Krankenhaus Ludmillenstift sind weitere funktionelle Bereiche angegliedert, die die spezifischen Versorgungsaufgaben unterstützen oder ergänzen. Im Medizinischen und Pflegerischen Zentrum werden Kurzzeitpflegeplätze vorgehalten. Außerdem sind das Sozialpädiatrische Ambulanz- und Therapiezentrum SPATZ sowie das nephrologische Zentrum Emsland und eine Belegarzt-Gemeinschaftspraxis für Strahlentherapie und Radioonkologie dem Krankenhaus organisatorisch zugeordnet. Über das Schulungszentrum des Krankenhauses hält das Ludmillenstift in drei Fachbereichen ca. 200 Ausbildungsplätze vor. Ausgebildet wird in der Krankenpflege und Kinderkrankenpflege, in der physikalischen Therapie sowie in kaufmännischen und technischen Bereichen. Zur Unterstützung der Patientenversorgung im ambulanten Bereich hat das Krankenhaus Ludmilenstift ein Medizinisches Versorgungszentrum eingerichtet, das unter anderem Niederlassungen in Haren, Haselünne und Papenburg hat.

## Krebsfonds Ludmillenstift
Seit 2007 unterstützt der Krebsfonds Ludmillenstift Meppen Betroffene mit einer Krebsdiagnose und deren Angehörige mit finanziellen Zuwendungen. Die Gelder des Fonds sollen finanzielle Belastungen infolge unvorhergesehener Ausgaben abfedern, bei Patienten, die aufgrund ihrer Belastungen im Zusammenhang mit ihrer Krebsdiagnose in finanzielle Schieflage geraten, beispielsweise durch Zuzahlungen für eine Prothese, eine Brille oder eine Perücke. Zudem unterhält der Fond eine Kindergruppe für Kinder krebserkrankter Eltern. Der Krebsfonds Ludmillenstift finanziert sich über Spenden und akquiriert darüber hinaus selbständig Gelder.

## Lage
Das Krankenhaus Ludmillenstift (Ludmillenstraße 4–6, 49716 Meppen) liegt im Stadtzentrum Meppens in direkter Nachbarschaft zur katholischen Propsteikirche St. Vitus in der Ludmillenstraße.